# Juan Foyth
Juan Marcos Foyth (La Plata, 12 gennaio 1998) è un calciatore argentino, difensore del Villarreal e della nazionale argentina, con cui è diventato campione del mondo nel 2022.

## Biografia
Foyth è in possesso del passaporto polacco per via delle sue origini.

## Caratteristiche
È un difensore centrale molto fisico, abile nel gioco aereo, dotato di una buona tecnica individuale, si dimostra caparbio nell'impostazione della manovra. Nelle giovanili ha giocato da centrocampista offensivo, salvo poi arretrare la sua posizione in campo.

## Carriera

### Estudiantes
Juan è cresciuto nel settore giovanile dell'Estudiantes (LP), il 9 gennaio 2017 firma il primo contratto professionistico, della durata di due anni. Esordisce in prima squadra il 19 marzo, nella partita vinta per 1-0 contro il Patronato, disputando l'intero match da titolare.

### Tottenham
Il 30 agosto 2017 viene acquistato dal Tottenham, con cui si lega fino al 2022. Debutta in Inghilterra il 19 settembre 2017 nella partita di Carabao Cup vinta 1-0 contro il Barnsley, colleziona anche una presenza nella fase a gironi di Champions League il 6 dicembre 2017 contro l'APOEL.
Il 3 novembre 2018 l'argentino debutta in Premier League, nella gara contro il Wolverhampton. Sette giorni più tardi, la sua prima rete da professionista permette la vittoria di campionato contro il Crystal Palace.

### Villarreal
Il 4 ottobre 2020, dopo avere rinnovato il proprio contratto con gli Spurs sino al 2023, viene ceduto in prestito al Villarreal, con cui vincerà una UEFA Europa League, giocando buona parte della gara perdendo sangue dopo avere battuto la testa contro il ginocchio di Paul Pogba.
Dopo la vittoria di tale competizione, i sottomarini decidono di comprare l'argentino a tutti gli effetti e il 12 giugno 2021 gli spagnoli esercitano il diritto di riscatto, di 15 milioni, blindando Foyth fino al 2026.

### Nazionale
Il 16 novembre 2018 debutta con la nazionale argentina nella partita vinta per 2-0 contro il Messico. Nel 2022 vince la Finalissima contro l'Italia senza scendere in campo (3-0), e sei mesi più tardi si laurea Campione del Mondo, giocando nel corso della manifestazione un'unica partita, vale a dire la semifinale contro la Croazia (3-2), in cui entra in campo a pochi minuti dalla fine della partita.

## Statistiche

### Presenze e reti nei club
Statistiche aggiornate all'11 ottobre 2023.
| Stagione          | Squadra           | Campionato        | Campionato | Campionato | Coppe nazionali | Coppe nazionali | Coppe nazionali | Coppe continentali | Coppe continentali | Coppe continentali | Altre coppe | Altre coppe | Altre coppe | Totale | Totale |
| Stagione          | Squadra           | Comp              | Pres       | Reti       | Comp            | Pres            | Reti            | Comp               | Pres               | Reti               | Comp        | Pres        | Reti        | Pres   | Reti   |
| ----------------- | ----------------- | ----------------- | ---------- | ---------- | --------------- | --------------- | --------------- | ------------------ | ------------------ | ------------------ | ----------- | ----------- | ----------- | ------ | ------ |
| 2016-2017         | Estudiantes       | PD                | 7          | 0          | CA              | 0               | 0               | CL+CS              | 0+2                | 0                  | -           | -           | -           | 9      | 0      |
| 2017-2018         | Tottenham         | PL                | 0          | 0          | FACup+CdL       | 5+2             | 0               | UCL                | 1                  | 0                  | -           | -           | -           | 8      | 0      |
| 2018-2019         | Tottenham         | PL                | 12         | 1          | FACup+CdL       | 2+2             | 0               | UCL                | 1                  | 0                  | -           | -           | -           | 17     | 1      |
| 2019-2020         | Tottenham         | PL                | 4          | 0          | FACup+CdL       | 0+0             | 0               | UCL                | 3                  | 0                  | -           | -           | -           | 7      | 0      |
| Totale Tottenham  | Totale Tottenham  | Totale Tottenham  | 16         | 1          |                 | 11              | 0               |                    | 5                  | 0                  |             | -           | -           | 32     | 1      |
| 2020-2021         | Villarreal        | PD                | 16         | 0          | CR              | 4               | 0               | UEL                | 12                 | 1                  | -           | -           | -           | 32     | 1      |
| 2021-2022         | Villarreal        | PD                | 25         | 1          | CR              | 2               | 0               | UCL                | 10                 | 0                  | SU          | 1           | 0           | 38     | 1      |
| 2022-2023         | Villarreal        | PD                | 24         | 1          | CR              | 3               | 0               | UECL               | 3                  | 0                  | -           | -           | -           | 30     | 1      |
| 2023-2024         | Villarreal        | PD                | 9          | 1          | CR              | 0               | 0               | UEL                | 0                  | 0                  | -           | -           | -           | 9      | 1      |
| Totale Villarreal | Totale Villarreal | Totale Villarreal | 74         | 3          |                 | 9               | 0               |                    | 25                 | 1                  |             | 1           | 0           | 109    | 4      |
| Totale carriera   | Totale carriera   | Totale carriera   | 97         | 4          |                 | 20              | 0               |                    | 32                 | 1                  |             | 1           | 0           | 150    | 5      |

### Presenze e reti in nazionale
| Cronologia completa delle presenze e delle reti in nazionale ― Argentina | Cronologia completa delle presenze e delle reti in nazionale ― Argentina | Cronologia completa delle presenze e delle reti in nazionale ― Argentina | Cronologia completa delle presenze e delle reti in nazionale ― Argentina | Cronologia completa delle presenze e delle reti in nazionale ― Argentina | Cronologia completa delle presenze e delle reti in nazionale ― Argentina | Cronologia completa delle presenze e delle reti in nazionale ― Argentina | Cronologia completa delle presenze e delle reti in nazionale ― Argentina |
| Data                                                                     | Città                                                                    | In casa                                                                  | Risultato                                                                | Ospiti                                                                   | Competizione                                                             | Reti                                                                     | Note                                                                     |
| ------------------------------------------------------------------------ | ------------------------------------------------------------------------ | ------------------------------------------------------------------------ | ------------------------------------------------------------------------ | ------------------------------------------------------------------------ | ------------------------------------------------------------------------ | ------------------------------------------------------------------------ | ------------------------------------------------------------------------ |
| 16-11-2018                                                               | Córdoba                                                                  | Argentina                                                                | 2 – 0                                                                    | Messico                                                                  | Amichevole                                                               | -                                                                        |                                                                          |
| 22-3-2019                                                                | Madrid                                                                   | Argentina                                                                | 1 – 3                                                                    | Venezuela                                                                | Amichevole                                                               | -                                                                        | 44’                                                                      |
| 8-6-2019                                                                 | San Juan                                                                 | Argentina                                                                | 5 – 1                                                                    | Nicaragua                                                                | Amichevole                                                               | -                                                                        | 73’                                                                      |
| 23-6-2019                                                                | Porto Alegre                                                             | Qatar                                                                    | 0 – 2                                                                    | Argentina                                                                | Coppa America 2019 - 1º turno                                            | -                                                                        | 44’ 85’                                                                  |
| 28-6-2019                                                                | Rio de Janeiro                                                           | Venezuela                                                                | 0 – 2                                                                    | Argentina                                                                | Coppa America 2019 - Quarti di finale                                    | -                                                                        |                                                                          |
| 2-7-2019                                                                 | Belo Horizonte                                                           | Brasile                                                                  | 2 – 0                                                                    | Argentina                                                                | Coppa America 2019 - Semifinale                                          | -                                                                        | 56’                                                                      |
| 6-7-2019                                                                 | San Paolo                                                                | Argentina                                                                | 2 – 1                                                                    | Cile                                                                     | Coppa America 2019 - Finale 3º posto                                     | -                                                                        | 79’                                                                      |
| 9-10-2019                                                                | Dortmund                                                                 | Germania                                                                 | 2 – 2                                                                    | Argentina                                                                | Amichevole                                                               | -                                                                        |                                                                          |
| 13-10-2019                                                               | Elche                                                                    | Ecuador                                                                  | 1 – 6                                                                    | Argentina                                                                | Amichevole                                                               | -                                                                        | 77’                                                                      |
| 15-11-2019                                                               | Riyad                                                                    | Brasile                                                                  | 0 – 1                                                                    | Argentina                                                                | Amichevole                                                               | -                                                                        |                                                                          |
| 8-10-2020                                                                | Buenos Aires                                                             | Argentina                                                                | 1 – 0                                                                    | Ecuador                                                                  | Qual. Mondiali 2022                                                      | -                                                                        | 66’                                                                      |
| 3-6-2021                                                                 | Santiago del Estero                                                      | Argentina                                                                | 1 – 1                                                                    | Cile                                                                     | Qual. Mondiali 2022                                                      | -                                                                        | 81’                                                                      |
| 8-6-2021                                                                 | Barranquilla                                                             | Colombia                                                                 | 2 – 2                                                                    | Argentina                                                                | Qual. Mondiali 2022                                                      | -                                                                        | 64’                                                                      |
| 29-3-2022                                                                | Guayaquil                                                                | Ecuador                                                                  | 1 – 1                                                                    | Argentina                                                                | Qual. Mondiali 2022                                                      | -                                                                        | 78’                                                                      |
| 5-6-2022                                                                 | Pamplona                                                                 | Argentina                                                                | 5 – 0                                                                    | Estonia                                                                  | Amichevole                                                               | -                                                                        | 66’                                                                      |
| 16-11-2022                                                               | Abu Dhabi                                                                | Emirati Arabi Uniti                                                      | 0 – 5                                                                    | Argentina                                                                | Amichevole                                                               | -                                                                        |                                                                          |
| 13-12-2022                                                               | Lusail                                                                   | Argentina                                                                | 3 – 0                                                                    | Croazia                                                                  | Mondiali 2022 - Semifinale                                               | -                                                                        | 86’                                                                      |
| 28-3-2023                                                                | Santiago del Estero                                                      | Argentina                                                                | 7 – 0                                                                    | Curaçao                                                                  | Amichevole                                                               | -                                                                        | 50’                                                                      |
| 5-6-2025                                                                 | Santiago del Cile                                                        | Cile                                                                     | 0 – 1                                                                    | Argentina                                                                | Qual. Mondiali 2026                                                      | -                                                                        | 84’                                                                      |
| 10-6-2025                                                                | Buenos Aires                                                             | Argentina                                                                | 1 – 1                                                                    | Colombia                                                                 | Qual. Mondiali 2026                                                      | -                                                                        | 78’                                                                      |
| Totale                                                                   |                                                                          | Presenze                                                                 | 20                                                                       |                                                                          | Reti                                                                     | 0                                                                        |                                                                          |

## Palmarès

### Club
- UEFA Europa League: 1

Villarreal: 2020-2021

### Nazionale
- Coppa dei Campioni CONMEBOL-UEFA: 1

2022
- Campionato mondiale: 1

Qatar 2022